# فواره زمان

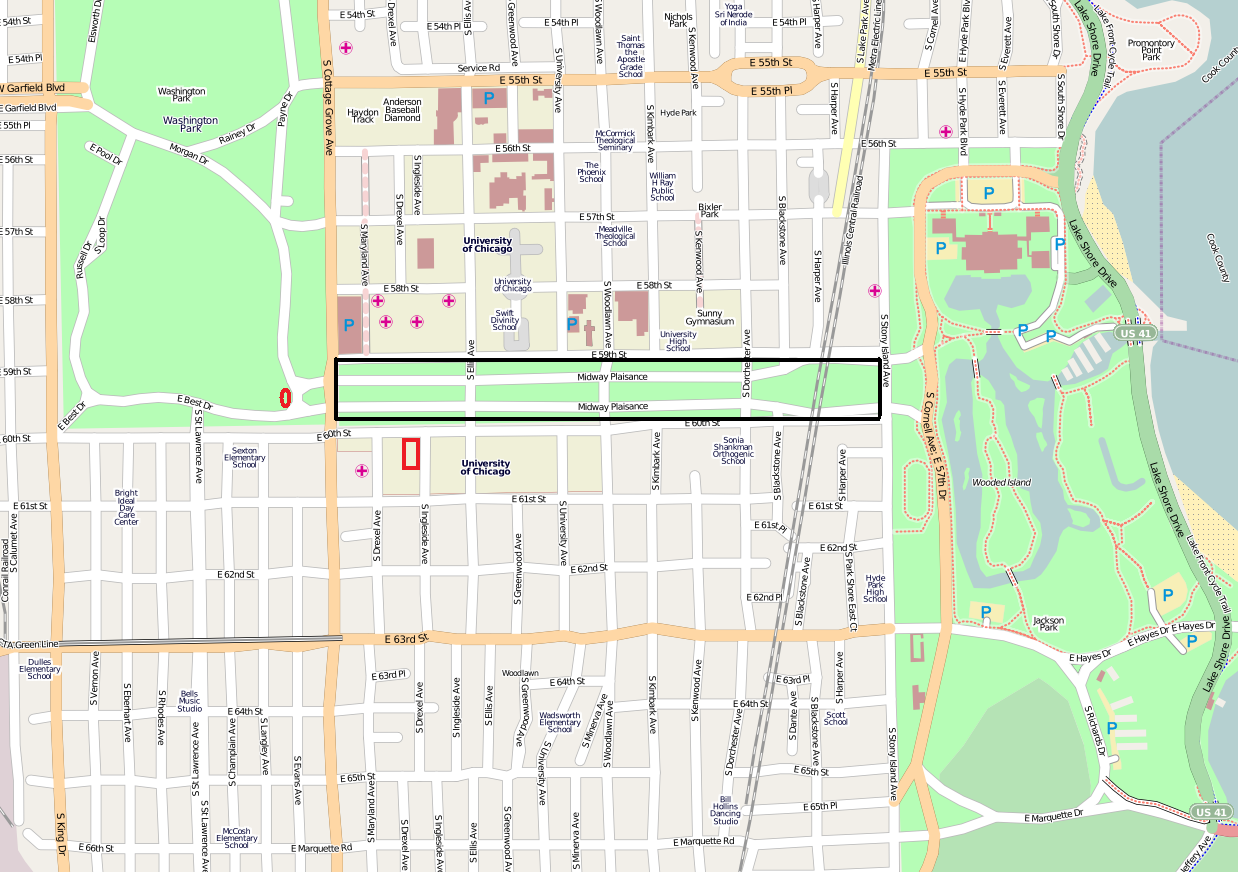
نقشه میدوی پلائیسنس (مستطیل سیاه) بین پارک واشینگتن در غرب (سمت چپ) و پارک جکسون را نشان می‌دهد. فواره زمان (بیضی قرمز) در قسمت جنوب شرقی پارک واشینگتن دقیقاً در غرب میدوی پلائیسنس واقع شده‌است. استودیوی لورادو تافت میدوی (مستطیل قرمز) درست در جنوب میدوی پلائیسنس واقع شده‌است. (منطقه شیکاگو پارک به رنگ سبز، دانشگاه شیکاگو در زمینه زرد)

فوارهٔ زمان یا فقط زمان، مجسمه‌ای است از لورادو تفت، با ابعاد ۱۲۶ فوت ۱۰ اینچ (۳۸٫۶۶ متر) طول، که در ضلع غربی میدوی پلائیسنس در پارک واشینگتن در شیکاگو، ایلینوی، که در ایالات متحده واقع شده، قرار دارد. این مکان در منطقه اجتماع واشینگتن پارک در ساید جنوبی شیکاگو است. با الهام از شعر هنری آستین دابسون به نام «پارادوکس زمان»، و با ۱۰۰ چهرهٔ آن که از جلوی پدر زمان می‌گذشتند، این اثر به عنوان یادبودی برای قرن اول صلح بین ایالات متحده و انگلستان، در نتیجه معاهده گنت در سال ۱۸۱۴ ساخته شد. اگرچه آب چشمه از سال ۱۹۲۰ شروع به کار کرد، اما این مجسمه تا سال ۱۹۲۲ به این شهر اختصاص نداشت. این مجسمه سازه ای است که به منطقه تاریخی ثبت شده آمریکا در واشینگتن پارک اختصاص داشته و در فهرست مکان‌های تاریخی ثبت ملی قرار دارد.
به عنوان بخشی از یک طرح زیباسازی بزرگ‌تر برای میدوی پلائیسنس، زمان از نوع جدیدی از بتن قالب‌گیری و تقویت شده، و در آن از فولادی استفاده شده که ادعا می‌شود بادوام‌تر و ارزان‌تر از گزینه‌های دیگر است. گفته می‌شود که این اولین اثر هنری ساخته شده از بتن است که به پایان رسیده‌است. قبل از اتمام پارک هزاره در سال ۲۰۰۴، مهم‌ترین تأسیسات در منطقه شیکاگو پارک به حساب می‌آمد. زمان یکی از چندین اثر هنری شیکاگو است که توسط صندوق اعتماد بنیامین فرگوسن تأمین می‌شود.
زمان به دلیل خرابی و زوال ناشی از عناصر طبیعی و شهری، چندین بار ترمیم شده‌است. در اواخر دههٔ ۱۹۹۰ و سال‌های اول قرن بیست و یکم تحت تعمیراتی قرار گرفت که بسیاری از مشکلات ناشی از ترمیم‌های قبلی را اصلاح کرد. اگرچه بازسازی گسترده این مجسمه به تازگی در سال ۲۰۰۵ به اتمام رسیده، طرفداران زمان همچنان به دنبال منابعی برای روشنایی بیشتر هستند و اعتماد ملی برای حفاظت تاریخی، آن را به عنوان کاندیدی برای بودجه بیشتر معرفی کرده‌است.